# Athylia persimilis
Athylia persimilis är en skalbaggsart som först beskrevs av Stefan von Breuning 1939.  Athylia persimilis ingår i släktet Athylia och familjen långhorningar.
Artens utbredningsområde är Filippinerna. Inga underarter finns listade.